# Pteleopsis myrtifolia
Pteleopsis myrtifolia là một loài thực vật có hoa trong họ Trâm bầu. Loài này được (M.A.Lawson) Engl. & Diels miêu tả khoa học đầu tiên năm 1900.